# Minutes to Midnight
Minutes to Midnight este cel de-al treilea album de studio al formației rock americane Linkin Park, lansat la 14 mai 2007, prin Warner Bros. Records.
Albumul a debutat pe poziția #1 în topul Billboard 200 în SUA și în alte 15 țări, printre care Regatul Unit și Canada.

## Descriere
Albumul cuprinde 12 piese, majoritatea lor fiind diferite față de stilul care i-a consacrat de pe primele două albume de studio. 
Pe "Hybrid Theory" și "Meteora" era stilul rapp-metal care a înnebunit milioane de fani. "Minutes To Midnight" a venit cu 12 piese noi-nouțe care la inceput nu a făcut o prea bună impresie in randul fanilor. Dar, nu la mult timp de la lansarea albumului, piesele au fost din ce în ce mai adorate de către ascultătorii lor.
Noul stil Linkin Park e puțin metal, rap-ul a cam dispărut de pe album, cu excepțiile "Bleed It Out" , "Hands Held High", iar "In Between" este o balada lenta. "Wake" este ca un fel de introducere, asemănătoare cu "Foreword" de pe "Meteora". Restul pieselor sunt rock-metal.
Până acum s-au extras 2 single-uri si videoclipuri de pe album, "What I've Done" și "Bleed It Out", iar următorul va fi "Shadow Of The Day".
Minutes To Midnight l-a avut ca producător pe Rick Rubin. Rubin este cel care a avut ideea de a aduce Run DMC și Aerosmith pentru „Walk This Way” și tot el a produs albumul care a scos Red Hot Chilli Peppers  din anonimat, Blood Sugar Sex Magic.
- „Wake”, piesa cu care începe albumul, nu este nimic altceva decât o introducere și nici aceasta foarte deosebită.
- „Given Up” este o piesă directă, agresivă, cu o tușă de punk neîntâlnită anterior la americani.
- „Leave Out All The Rest” merge în extrema cealaltă, fiind o baladă banală, ca atâtea altele; dacă n-ar fi fost chitarele de pe refren, ar fi părut ca o piesă a Backstreet Boys.
- „Bleed It Out” îi dă ocazia lui MC Shinoda să iasă în evidență. Piesa are ritm, are nerv, are groove însă este repetitivă.
- „Shadow Of The Day” are un iz de U2 sau de Green Day pe ultimul album. Din nou, o piesă repetitivă care nu strălucește decât printr-o temă inspirată de chitară.
- „What I’ve Done” merge pe aceeași linie ca și precedenta, deși aici răzbate ceva din stilul Linkin Park de pe Meteora, totuși, nu îndeajuns încât să ridice piesa la un nivel calitativ superior.
- „Hands Held High” e un alt moment in care Shinoda are un aport mai însemnat. De altfel, contribuția lui la piesele acestuii album este minimă. Intervențiile sale aduceau culoare si ritm pieselor. Cântecul are ceva de imn, probabil din cauza tobelor de marș, și vorbește despre violența și razboiul perpetuu în care trăim, prin intermediul media.
- „No More Sorrow” revine la sonorități mai dure si este una dintre cele mai bune piese ale albumului. Tema de chitară, dinamică, schimbările de ritm, refrenul, totul se leagă într-un cântec furios care păstreaza atâta melodicitate câtă este necesar.
- „Valentine’s Day”, însă, calmează la loc ascultătorii și certifică faptul că în Linkin Park există două entități stilistice care nu se întâlnesc decât foarte rar, în ultima vreme. O alta baladă cu distors pe refren, deși parcă mai interesantă decât celelalte din album.
- „In Between” e tot o baladă, însă, paradoxal, lipsa tobelor și axarea pe aranjamentul de voci o fac cea mai bună dintre toate piesele „soft” prezente în album. Aduce, în sfârșit, sentimentul de reflecție și profunzimea care le lipsește celorlalte.
- „In Pieces” este un amestec interesant între ritmuri acide și voci melodice. Piesa crește frumos, cu un solo de chitara atipic pentru acest fel de melodie, însă tocmai de aceea binevenit.
- „The Little Things Give You Away” încheie acest album, o încercare reușită de a introduce un pic de psihedelic; piesa plutește, vocile sunt remarcabile în împletirea lor, totul curge lin, însă ferm. Un final reușit.

## Track listing
Toate versurile sunt scrise de Mike Shinoda și Chester Bennington. Toate cântecele au fost scrise de Linkin Park. 
| Nr.             | Titlu                             | Lungime |  |
| 1.              | „Wake”                            | 1:40    |  |
| 2.              | „Given Up”                        | 3:09    |  |
| 3.              | „Leave Out All the Rest”          | 3:29    |  |
| 4.              | „Bleed It Out”                    | 2:44    |  |
| 5.              | „Shadow of the Day”               | 4:49    |  |
| 6.              | „What I've Done”                  | 3:25    |  |
| 7.              | „Hands Held High”                 | 3:53    |  |
| 8.              | „No More Sorrow”                  | 3:41    |  |
| 9.              | „Valentine's Day”                 | 3:16    |  |
| 10.             | „In Between”                      | 3:16    |  |
| 11.             | „In Pieces”                       | 3:38    |  |
| 12.             | „The Little Things Give You Away” | 6:23    |  |
| Lungime totală: | Lungime totală:                   | 43:23   |  |

| Special Edition bonus DVD |                                                   |         |  |
| Nr.                       | Titlu                                             | Lungime |  |
| 1.                        | „The Making of Minutes to Midnight”               | 39:42   |  |
| 2.                        | „What I've Done” (video)                          | 3:28    |  |
| 3.                        | „Making of 'What I've Done' Video”                | 20:49   |  |
| 4.                        | „Advanced Resolution PCM Stereo of All 12 Tracks” |         |  |

| Japanese Edition bonus tracks |                         |         |  |
| Nr.                           | Titlu                   | Lungime |  |
| 13.                           | „Faint” (Live in Japan) | 2:46    |  |
| Lungime totală:               | Lungime totală:         | 46:09   |  |

| Tour Edition bonus tracks |                                    |         |  |
| Nr.                       | Titlu                              | Lungime |  |
| 13.                       | „No Roads Left”                    | 3:55    |  |
| 14.                       | „What I've Done” (Distorted Remix) | 3:46    |  |
| 15.                       | „Given Up” (Third Encore Session)  | 3:09    |  |
| Lungime totală:           | Lungime totală:                    | 53:33   |  |

| Japanese Tour Edition bonus tracks |                                    |         |  |
| Nr.                                | Titlu                              | Lungime |  |
| 13.                                | „Faint” (Live in Japan)            | 2:46    |  |
| 14.                                | „No Roads Left”                    | 3:52    |  |
| 15.                                | „What I've Done” (Distorted Remix) | 3:50    |  |
| 16.                                | „Given Up” (Third Encore Session)  | 3:09    |  |
| Lungime totală:                    | Lungime totală:                    | 57:00   |  |

| iTunes Edition bonus tracks | |         |  |
| Nr.                         | Titlu | Lungime |  |
| 13.                         | „Faint” (Live in Japan, doesn't appear on the Clean Deluxe (iTunes) version of the album (Canada) or on both Explicit & Clean Deluxe Editions in USA) | 2:44    |  |
| 14.                         | „What I've Done” (Live at Sessions@AOL, appears on both Explicit & Clean Deluxe (iTunes) version of the album in Canada & USA)                        | 3:24    |  |
| 15.                         | „No Roads Left” (pre-order only, originally at Track 14)                                                                                              | 3:52    |  |
| Lungime totală:             | Lungime totală: | 53:23   |  |

| 2013 iTunes deluxe edition bonus tracks |                   |         |  |
| Nr.                                     | Titlu             | Lungime |  |
| 13.                                     | „No Roads Left”   | 3:48    |  |
| 14.                                     | „Across the Line” | 3:11    |  |
| Lungime totală:                         | Lungime totală:   | 50:22   |  |

| Wal-Mart Edition bonus tracks |                                           |         |  |
| Nr.                           | Titlu                                     | Lungime |  |
| 13.                           | „Breaking the Habit” (Live at Soundcheck) | 4:25    |  |
| 14.                           | „What I've Done” (Live at Soundcheck)     | 3:24    |  |
| Lungime totală:               | Lungime totală:                           | 51:12   |  |

| Best Buy Edition bonus tracks |                                         |         |  |
| Nr.                           | Titlu                                   | Lungime |  |
| 13.                           | „What I've Done” (Live at Sessions@AOL) | 3:29    |  |
| 14.                           | „No More Sorrow” (Live at Sessions@AOL) | 3:45    |  |
| 15.                           | „Given Up” (Live at Sessions@AOL)       | 3:12    |  |
| Lungime totală:               | Lungime totală:                         | 53:49   |  |

| Circuit City Edition bonus tracks |                         |         |  |
| Nr.                               | Titlu                   | Lungime |  |
| 13.                               | „Faint” (Live)          | 2:44    |  |
| 14.                               | „What I've Done” (Live) | 3:25    |  |
| Lungime totală:                   | Lungime totală:         | 49:32   |  |

| Asian digital download tour edition track listing (Live from Seoul, South Korea, 30 noiembrie 2007) |                      |         |  |
| Nr.                                                                                                 | Titlu                | Lungime |  |
| 1.                                                                                                  | „One Step Closer”    |         |  |
| 2.                                                                                                  | „Lying from You”     |         |  |
| 3.                                                                                                  | „Somewhere I Belong” |         |  |
| 4.                                                                                                  | „No More Sorrow”     |         |  |
| 5.                                                                                                  | „Papercut”           |         |  |

| European digital download tour edition track listing (Live from O2 Arena, London, 29 ianuarie 2008) |                   |         |  |
| Nr.                                                                                                 | Titlu             | Lungime |  |
| 1.                                                                                                  | „What I've Done”  | 7:27    |  |
| 2.                                                                                                  | „One Step Closer” | 4:10    |  |
| 3.                                                                                                  | „Faint”           | 4:07    |  |
| Lungime totală:                                                                                     | Lungime totală:   | 15:44   |  |

| iTunes bonus video edition |                                |         |  |
| Nr.                        | Titlu                          | Lungime |  |
| 13.                        | „Behind the Scenes featurette” | 3:47    |  |
| 14.                        | „What I've Done” (video)       | 3:27    |  |
| Lungime totală:            | Lungime totală:                | 50:37   |  |